# Francis Kinloch

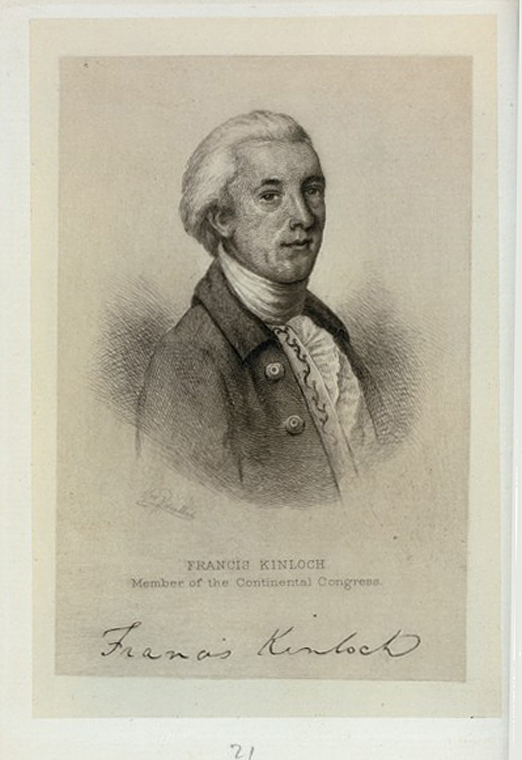
Francis Kinloch

Francis Kinloch (* 7. März 1755 in Charleston, Province of South Carolina; † 8. Februar 1826 ebenda) war ein US-amerikanischer Politiker. Im Jahr 1780 war er Delegierter für South Carolina im Kontinentalkongress.

## Werdegang
Francis Kinloch wurde zunächst von Privatlehrern unterrichtet. Zwischen 1768 und 1774 absolvierte er dann das Eton College in England. Nach einem anschließenden Jurastudium in London wurde er als Rechtsanwalt zugelassen. Er blieb zunächst in Europa und studierte in Paris und Genf. Erst im Jahr 1778 kehrte er nach Amerika zurück, wo er als Hauptmann auf amerikanischer Seite am Unabhängigkeitskrieg teilnahm. Im Jahr 1779 sowie zwischen 1786 und 1788 saß er im Repräsentantenhaus von South Carolina. Im Jahr 1780 vertrat er seinen Staat im Kontinentalkongress. 1788 war er Delegierter auf der Versammlung, die die Verfassung der Vereinigten Staaten für South Carolina ratifizierte. Ein Jahr später war er Stadtrat (Warden) und Friedensrichter in Charleston. Ebenfalls im Jahr 1789 gehörte er dem  State Legislative Council an; 1790 war er Mitglied eines Verfassungskonvents seines Staates. Hauptberuflich war Francis Kinloch ein erfolgreicher Reispflanzer auf seiner Plantage Kensington im Georgetown District von South Carolina. Er starb am 8. Februar 1826 in Charleston.